# Jüdischer Friedhof (Stadthagen)

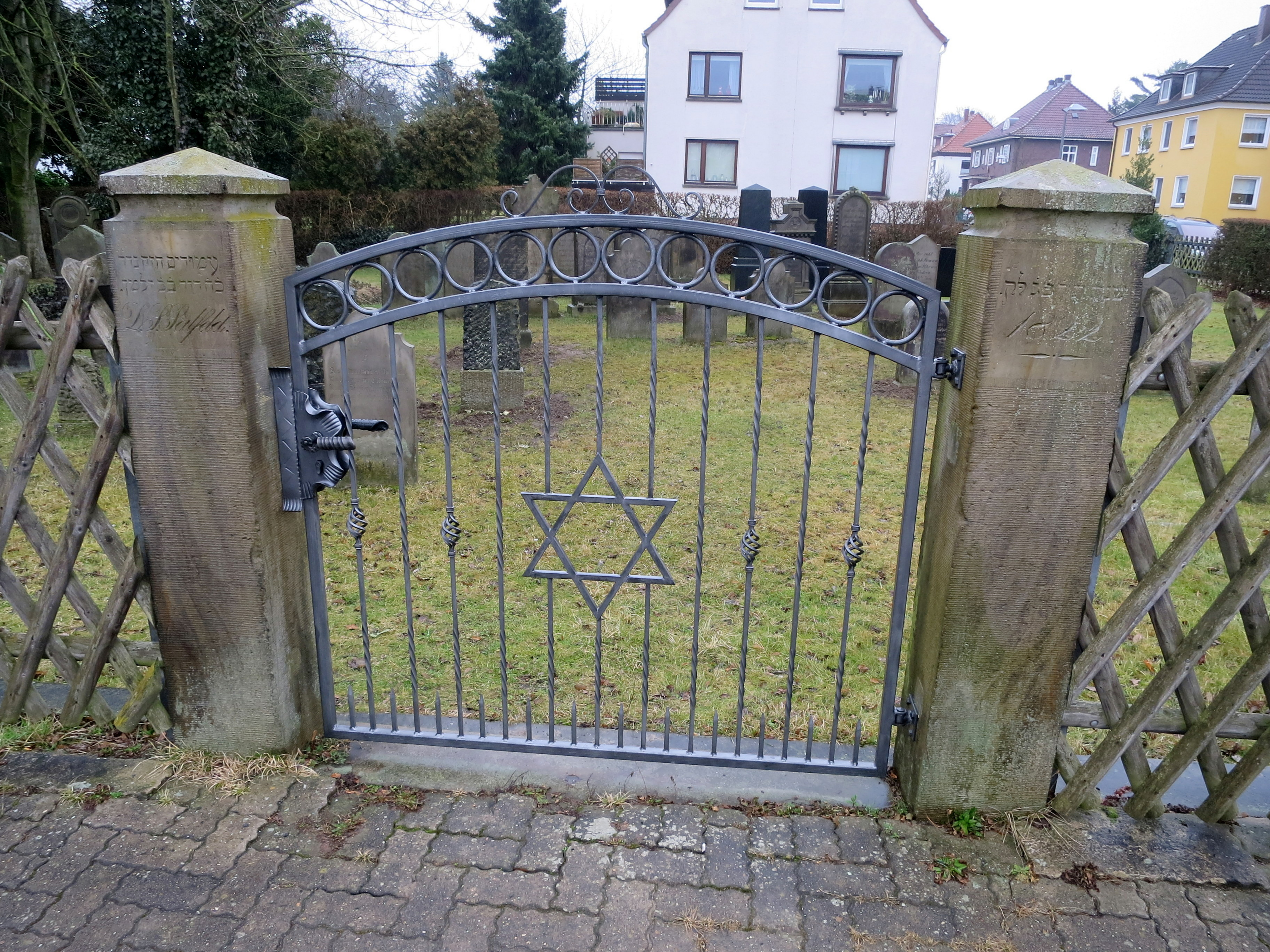
Das Eingangstor zum Friedhof

Der jüdische Friedhof Stadthagen ist ein jüdischer Friedhof in der niedersächsischen Kreisstadt Stadthagen im Landkreis Schaumburg. 75 Grabsteine sind auf dem 830 Quadratmeter großen Friedhof Ecke Seiler-/Parkstraße vorhanden. 

## Geschichte
Der Friedhof wurde um das Jahr 1822 angelegt als Ersatz für einen alten Friedhof, der seit 1597 belegt worden war und sich „auf dem Wall“ befand. Auf diesem alten Friedhof durften auf den Gräbern keine Steine gesetzt werden, da der Wall von den Bürgern auch zum Spazierengehen benutzt wurde und „christliche“ Augen nicht beleidigt werden sollten.
Nach dem Zweiten Weltkrieg wurden auf dem Friedhof in den Jahren 1955/56, 1985 und 1994 Instandsetzungsarbeiten durchgeführt. Seit 1960 befindet er sich im Besitz des Landesverbandes der Jüdischen Gemeinden von Niedersachsen. Seit 1974 ist die Stadt für die Pflege des Friedhofs zuständig.
In den Jahren 1956 und 1975 wurden auf dem Friedhof Grabsteine umgestoßen oder beschädigt. Im 21. Jahrhundert wurden auf dem jüdischen Friedhof erstmals seit über 60 Jahren wieder neue Gräber angelegt.

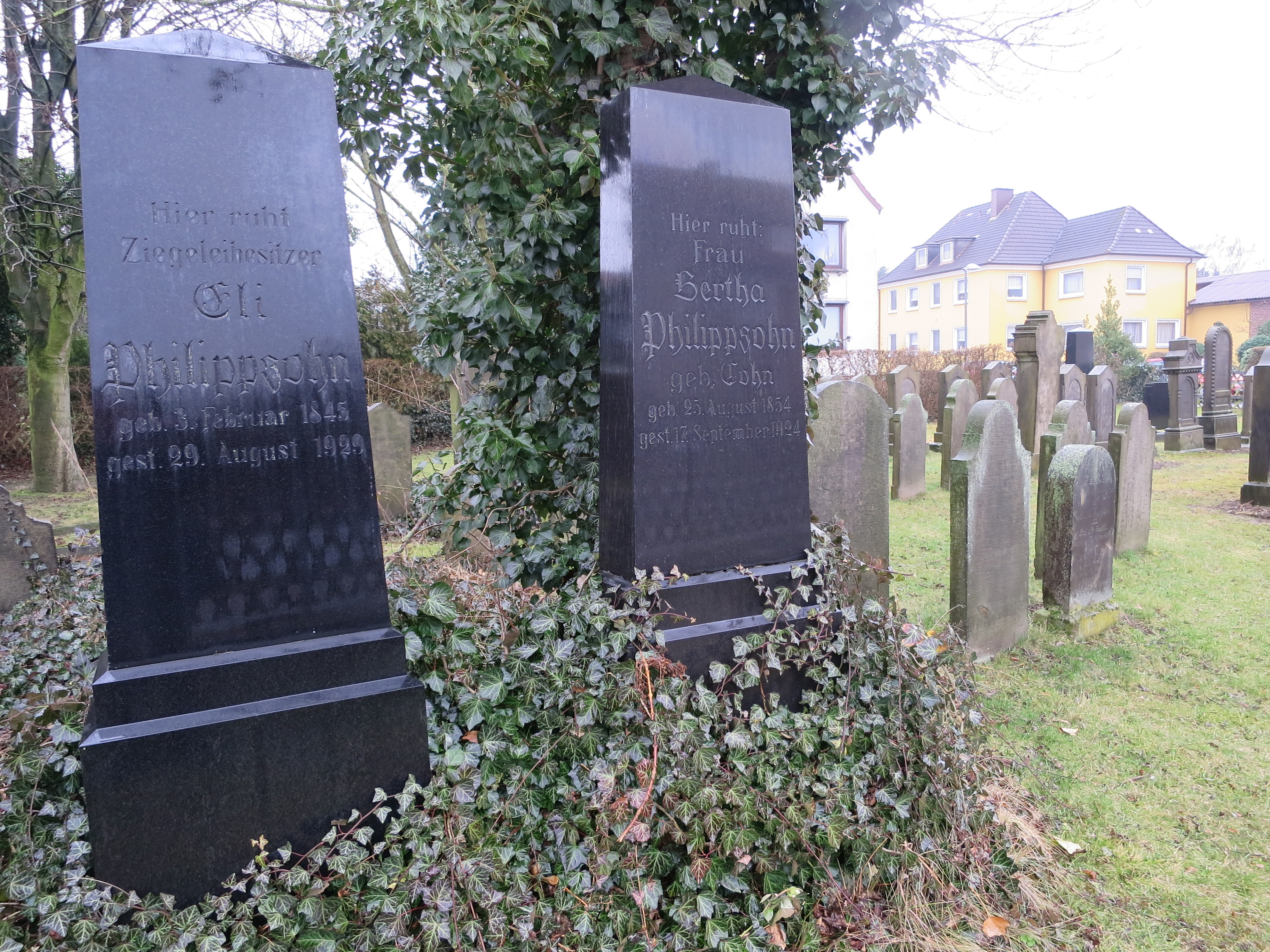
Grabsteine Philippsohn
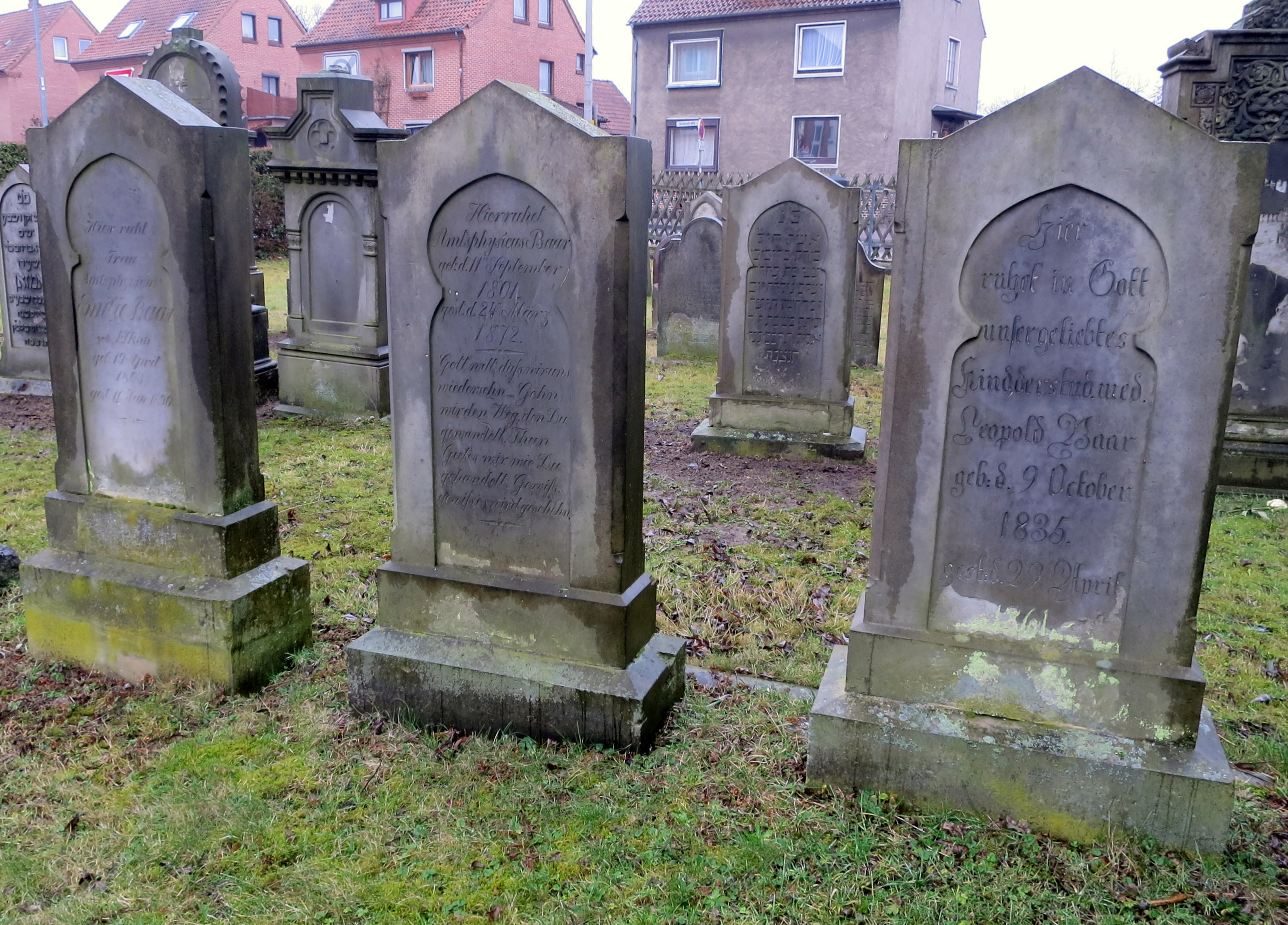
Ältere Grabsteine
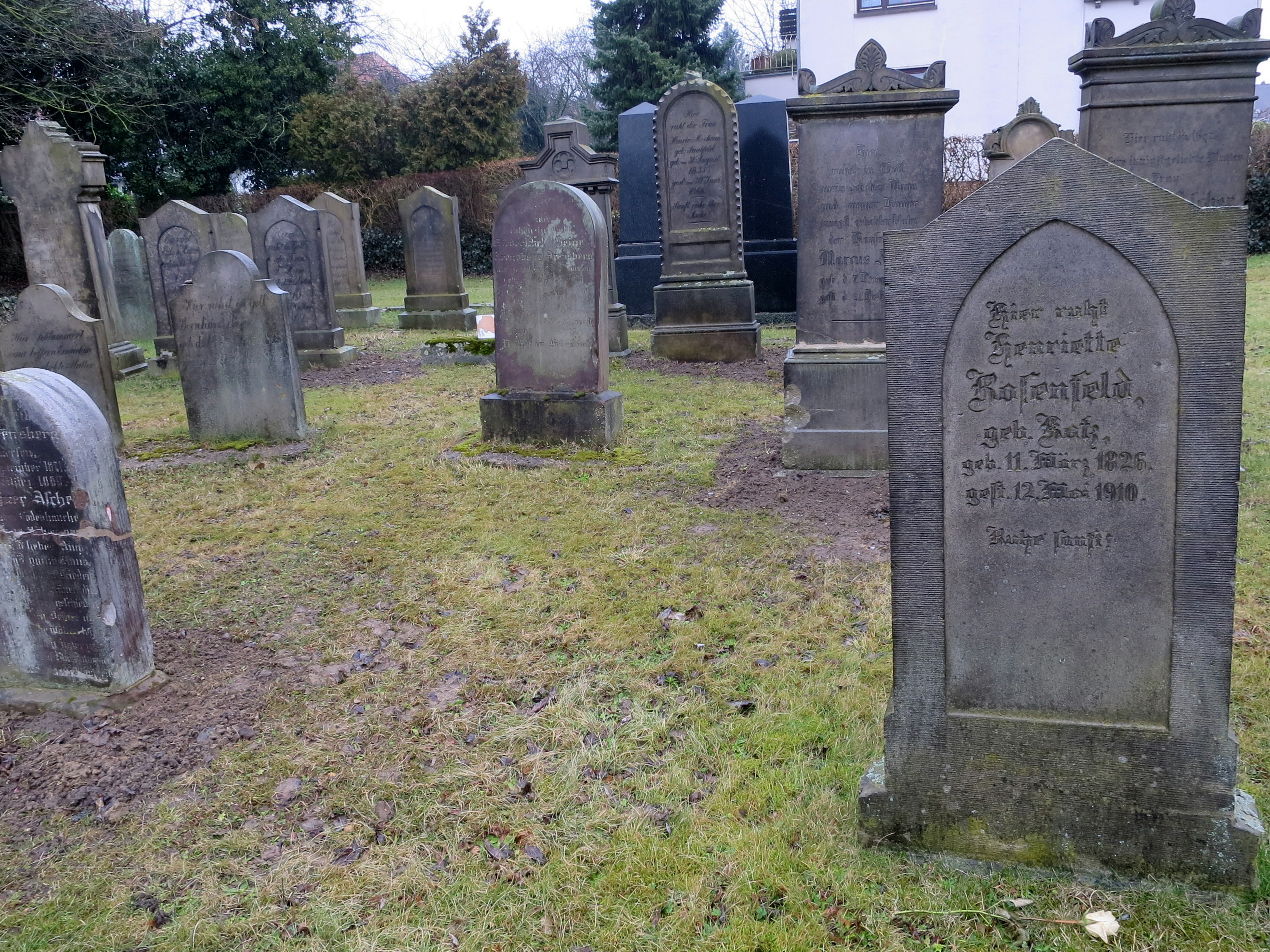
Blick auf den Friedhof